# チキ・チキ・バン・バン
『チキ・チキ・バン・バン』（Chitty Chitty Bang Bang）は、1968年製作のイギリス・アメリカ合作のファンタジー・ミュージカル映画。作中に登場する車両の名称でもある。

## ストーリー
20世紀初頭のイギリス。あるレース用自動車は、昔グランプリに何年もの間優勝し続けたが、後のレースで事故を起こし、今では廃車置き場に放置されている。寡夫で2人の子持ちの発明家カラクタカス・ポッツは夢見る人物だが、お人好しで生活力はない。ある日、自動車が屑鉄業者に売り飛ばされることを知ったジェレミーとジェマイマは、父のポッツに代わりに買い取ってくれるように頼み込む。購入代金が30シリングという高額だったため、ポッツは代金を捻出しようとスクランプシャス製菓会社に自身が発明した「音が出るキャンディー」を売り込む。ポッツは、以前自動車事故で知り合った社長令嬢のトルーリーの助けでキャンディーの売り込みに成功するが、飼い犬のエジソンが他の犬と共に工場に乱入して売り込みを台無しにしてしまう。意気消沈したポッツだったが、子供たちの願いを叶えようと近所の祭りでお金を集め、自動車を購入する。ポッツは、有り合わせの材料で自動車を修理し、「チキ・チキ・バン・バン」と命名した自動車で、子供たちとトルーリーを誘い海にピクニックに出かける。
ピクニックを楽しむポッツは、海に浮かぶヨットを見ながら「ヨットの持ち主はバルガリア国の悪党ボンバースト男爵で、チキ・チキ・バン・バンを奪いに来た」とストーリーを聞かせる。ボンバースト男爵はチキ・チキ・バン・バンを奪おうと攻撃してくるが、船に変形したチキ・チキ・バン・バンは軽々とヨットから逃げ出してしまう。ボンバースト男爵は手下のスパイに命令してチキ・チキ・バン・バンとポッツの誘拐を命令するが、間違ってポッツの父バンジーを誘拐してしまう。ボンバースト男爵に誘拐されるバンジーを見かけたポッツたちは、飛行機に変形したチキ・チキ・バン・バンに乗りバルガリアに向かう。バルガリアに連れて来られたバンジーは、「一日で空を飛ぶ自動車を作らなければ死刑にする」とボンバースト男爵に命令され、誘拐されて来た他の発明家と共に自動車を作ることになる。
一方、バルガリアに到着したポッツたちは、町に子供がいないことに疑問を持つ。そこにバルガリア軍とチャイルドキャッチャーが現れ、親切なおもちゃ屋に匿われる。ポッツは、おもちゃ屋から「男爵夫人の命令で子供は連れ去られてしまう」と聞かされる。バルガリア軍がチキ・チキ・バン・バンを見付けて城に持ち帰った後、ポッツは、おもちゃ屋の案内でボンバースト男爵の城を偵察に行くが、その隙に子供たちがチャイルドキャッチャーに連れ去られてしまう。ポッツとトルーリーは、おもちゃ屋に連れられ城の地下の洞窟に案内され、逃げ延びた町の子供たちと出会い、協力してボンバースト男爵を倒そうとする。次の日、ボンバースト男爵の誕生日を迎え、城では貴族たちがパーティーを開いていた。おもちゃ屋はボンバースト男爵におもちゃの人形を献上するが、人形はポッツとトルーリーの変装だった。ポッツはボンバースト男爵をロープで天井に吊るし、それを合図に町の大人と子供たちが城に突入する。混乱の中、ポッツたちは子供たちとバンジーを助け出し、ボンバースト男爵と男爵夫人は町の子供たちに捕まる。チキ・チキ・バン・バンを取り返したポッツたちは、町の人々に見送られイギリスに戻る。
おとぎ話を聞かせたポッツは、「最後はパパとトルーリーが結婚して終わるんでしょ」と子供たちに茶化されながら、トルーリーを家まで送る。トルーリーに恋していたポッツだが、発明が失敗続きで引け目を感じ、気持ちを伝えられずにいた。自宅にポッツが戻ると、そこではバンジーと兵隊遊びを楽しむスクランプシャス社長がいた。スクランプシャスは、「ポッツが発明したキャンディーが犬用キャンディーとして好評になった」と告げ、契約書にサインを求める。喜んだポッツはトルーリーに気持ちを伝えに向かうが、話を聞いて彼の家に向かっていたトルーリーと鉢合わせになる。ポッツはトルーリーに気持ちを伝え、空を飛ぶチキ・チキ・バン・バンに乗って自宅に戻る。

## キャスト
| 役名                         | 俳優                                   | 日本語吹替                              | 日本語吹替                                                     | 日本語吹替 |
| 役名                         | 俳優                                   | TBS版                                   | ソフト版                                                       |            |
| ---------------------------- | -------------------------------------- | --------------------------------------- | -------------------------------------------------------------- | ---------- |
| カラクタカス・ポッツ         | ディック・ヴァン・ダイク               | 広川太一郎                              | 佐々木功                                                       |            |
| トルーリー・スクランプシャス | サリー・アン・ハウズ                   | 武藤礼子                                | 土井美加                                                       |            |
| ジェレミー                   | アドリアン・ホール                     | 松田辰也                                | 浪川大輔                                                       |            |
| ジェマイマ                   | ヘザー・リプリー                       | 冨永みーな                              | 坂本真綾                                                       |            |
| バンジー・ポッツ             | ライオネル・ジェフリーズ               | 八奈見乗児                              | 納谷悟朗                                                       |            |
| スクランプシャス卿           | ジェームズ・ロバートソン・ジャスティス | 藤本譲                                  | 川久保潔                                                       |            |
| ボンバースト男爵             | ゲルト・フレーベ                       | 滝口順平                                | 大塚周夫                                                       |            |
| 男爵夫人                     | アンナ・クエイル                       | 沢田敏子                                | 天地総子                                                       |            |
| おもちゃ職人                 | ベニー・ヒル                           | 池水通洋                                | 石丸博也                                                       |            |
| チャイルドキャッチャー       | ロバート・ヘルプマン                   | 清川元夢                                | 三谷昇                                                         |            |
| ミスター・コギンズ           | デスモンド・リュウェリン               | 沢りつお                                |                                                                |            |
| 不明 その他                  |                                        | 肝付兼太 野本礼三                       | はせさん治 山下啓介 辻村真人 八代駿 槐柳二 沢りつお 村越伊知郎 |            |
|                              |                                        |                                         |                                                                |            |
| 演出                         | 演出                                   | 加藤敏                                  | 谷清次                                                         |            |
| 翻訳                         | 翻訳                                   | 小川裕子                                | 大野隆一                                                       |            |
| 効果                         | 効果                                   | PAG                                     |                                                                |            |
| 調整                         | 調整                                   | 栗林秀年                                | 伊藤恭介                                                       |            |
| 制作                         | 制作                                   | 東北新社                                |                                                                |            |
| 解説                         | 解説                                   | 荻昌弘                                  |                                                                |            |
| 初回放送                     | 初回放送                               | 1978年7月3日・10日 『月曜ロードショー』 |                                                                |            |

※ TBS版吹替音源は1984年5月5日24:10-26:42 TBS『SONY PRESENTS 名作洋画ノーカット10週』放送でも使用。いずれもノーカット放送。

## スタッフ
- 監督：ケン・ヒューズ
- 製作：アルバート・R・ブロッコリ
- 原作：イアン・フレミング
- 脚本：ロアルド・ダール、ケン・ヒューズ、リチャード・メイボーム（追加脚本）
- ミュージカル場面構成：マーク・ブロウ、ディー・ディー・ウッド
- 作詞・作曲：リチャード・M・シャーマン、ロバート・B・シャーマン
- 音楽監督：アーウィン・コスタル
- 美術：ケン・アダム
- 撮影：クリストファー・チャリス
- 特殊効果：ジョン・スティアーズ

## 製作
007シリーズの原作者で知られるイアン・フレミングが唯一著した童話で、1964年に出版された原作に基づく、幻想的なファミリーミュージカルである。製作も映画版007シリーズの仕掛け人であるアルバート・R・ブロッコリによる。脚本は、ブラックな異色短編集やファンタジー童話で知られ、『007は二度死ぬ』の脚本も手がけたロアルド・ダールである。映画オリジナルのミュージカル作品だが、2002年には舞台ミュージカル版も制作された。
1964年のディズニーの『メリー・ポピンズ』の大成功が形作ったファミリー映画の流れをくむ一作である。『メリー・ポピンズ』と同じ20世紀初頭のイギリスが舞台とあって、別会社のユナイテッド・アーティスツ製作ながら『メリー・ポピンズ』に関わった多くのスタッフが再結集した。その顔ぶれは主役のディック・ヴァン・ダイクや作曲のシャーマン兄弟、振付のマーク・ブロウとディー・ディー・ウッドなどである。
ボンバースト男爵の城にはドイツのノイシュヴァンシュタイン城が使われた。野外における撮影は実際にノイシュヴァンシュタイン城にてロケが行われたが、城の中のシーンは全てイギリス国内にあるパインウッド・スタジオにて撮影された。海岸場面はフランスで撮影されている。
ミュージカル映画自体が斜陽ジャンルとなりかけていた時代背景もあって、『メリー・ポピンズ』ほどの爆発的ヒットにはならなかったが、ノリの良い主題歌は有名になり、日本の運動会などでも定番ソングとなっている。ペギー葉山・友竹正則・東京少年少女合唱隊の3者によって合唱された主題歌の日本語訳版（訳詞：岩谷時子）も著名である。

## 車両

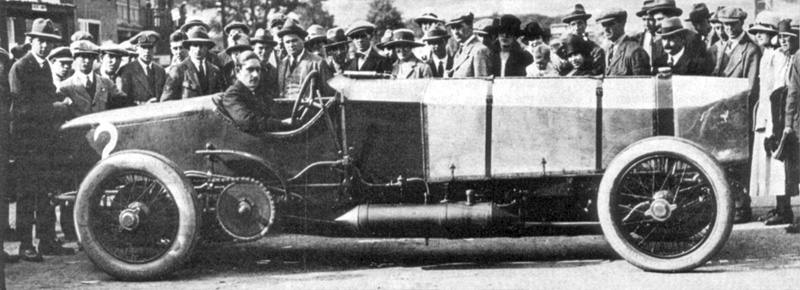
ズボロウスキー伯爵とChitty Bang Bang 1

「Chitty Bang Bang」という車は、1920年代初頭の英国にて、当時の有名なレースカーとして実在していた。大富豪で洒落者のレーサーとして知られたルイ・ズボロウスキーが、旧型メルセデスのシャーシに航空機用の大出力エンジンを積んで作らせた特注の改造車で、当時のレース界で派手に活躍したことで知られている。この逸話を踏まえ、自動車好きでもあるフレミングが題材にしたものである。
車名の由来は単なる「不揃いなエンジン音」と考えられがちだが、実際は第一次世界大戦当時の兵士の愛唱歌で、休暇でパリへ遊びに行くという歌詞から採られたものだという。
なお、映画で使用されたチキチキバンバン号のベースになった車はパラゴン・パンサーというイギリスの自動車で、スペックは12気筒、8,000cc、MT4速、最高出力225馬力である。

## 日本語の題名
日本語の題名を発音しやすい形に変えたのは、当時ユナイテッド・アーティスツ日本法人の宣伝部長であった水野晴郎であった。常盤新平による原作の初訳（『空とぶ自動車』盛光社）では「チティ・チティ・バン・バン」と表記されているが、のちに刊行された渡辺茂男（冨山房）、こだまともこ（あすなろ書房）の訳では「チキチキバンバン」となっている。

## ノミネート
- 1969年 アカデミー歌曲賞 ノミネート : リチャード&ロバート・シャーマン
- 1969年 ゴールデングローブ賞音楽賞・主題歌賞 ノミネート : リチャード&ロバート・シャーマン
- 1970年 グラミー賞最優秀子供のためのアルバム賞 ノミネート：『チキ・チキ・バン・バン』サウンドトラック